# Tom Cowan
Tom Cowan   (Victòria, 31 d'octubre de 1942) és un cineasta australià.

## Carrera
Va començar com a trainee a l'Australian Broadcasting Commission i es va incorporar a la Commonwealth Film Unit. El va deixar el 1968 per treballar com a càmera autònoma i es va traslladar al cinema. La seva pel·lícula The Office Picnic de 1972 es va presentar al 8è Festival Internacional de Cinema de Moscou. Al XVII Festival Internacional de Cinema Fantàstic de Sitges de 1984 va guanyar el premi a la millor fotografia per One Night Stand.

## Filmografia (selecció)
- The Dancing Girls (1964) - documental - Director de fotografia
- Helena in Sydney (1967) - documental - curtmetratge
- This Year Jerusalem (1969) - documental - Director de fotografia, director
- Samskara (1969) - Director de fotografia
- Trouble in Molopolis (1970) - Director de fotografia
- Mogador (1970) - Director de fotografia (sembla que mai es va estrenar en públic)
- Australia Felix (1970) - curtmetratge - director
- Story of a House (1970) - curt educacional
- Down Under (1971) - Director de fotografia
- Bonjour Balwyn (1971) - Director de fotografia
- The Office Picnic (1972) - director, guionista, productor
- Promised Woman (1975) - director, guionista, Director de fotografia
- Wild Wind (1975) - director
- Pure Shit (1975) - Director de fotografia
- The Love Letters from Teralba Road (1977) - Director de fotografia
- Journey Among Women (1977) - director
- Third Person Plural (1978) - Director de fotografia
- Mouth to Mouth (1978)
- Dimboola (1979) - Director de fotografia
- Sweet Dreamers (1981) - director
- Winter of Our Dreams (1981) - Director de fotografia
- Dead Easy (1982) - Director de fotografia
- One Night Stand (1984) - Director de fotografia
- Emma's War (1986) - Director de fotografia
- Antarctica (1991) (documental) - Director de fotografia
- Backsliding (1992) - Director de fotografia
- Africa's Elephant Kingdom (1998) (documental) - Director de fotografia
- Orange Love Story (2004) - director

### Pel·lícules sense fer
- Roche (1974) - proposta de seguiment de Promised Woman[5]